# Tricholoma aestuans
Tricholome enflammé
Espèce
Synonymes
- Agaricus aestuans Fr., 1821 (basionyme)[2],[3],[4]
- Cortinellus aestuans (Fr.) P. Karst., 1879[4]
- Gyrophila aestuans (Fr. : Fr.) Quél., 1886[3],[4]

Statut de conservation UICN

 EN  : En danger
Tricholoma aestuans, le Tricholome enflammé, est une espèce de champignons (Fungi) Basidiomycètes du genre Tricholoma. Il produit un sporophore de taille moyenne comportant un chapeau conique, jaunâtre et fibrilleux-soyeux, aux lames jaune pâle et à la chair d'un goût amer prononcé. Cette espèce forme des ectomycorhizes avec les Pins et les Épicéas poussant sur sols pauvres en nutriments et peut être localement abondante dans la taïga, au Nord de l'écozone holarctique. Au Sud de ce biome, elle se maintient aux altitudes élevées comme dans les Alpes et les Carpathes. Sa consommation provoque des troubles gastriques et digestifs.
Les espèces du groupe de Tricholoma equestre lui ressemblent mais leur chapeau est moins conique, leurs lames sont d'un jaune plus vif et leur chair ont un goût doux ne présentant pas ou peu d'amertume. T. aestuans est phylogénétiquement proche des Tricholomes gris T. virgatum et T. sciodes avec qui il partage son biotope, son goût amer et sa toxicité.

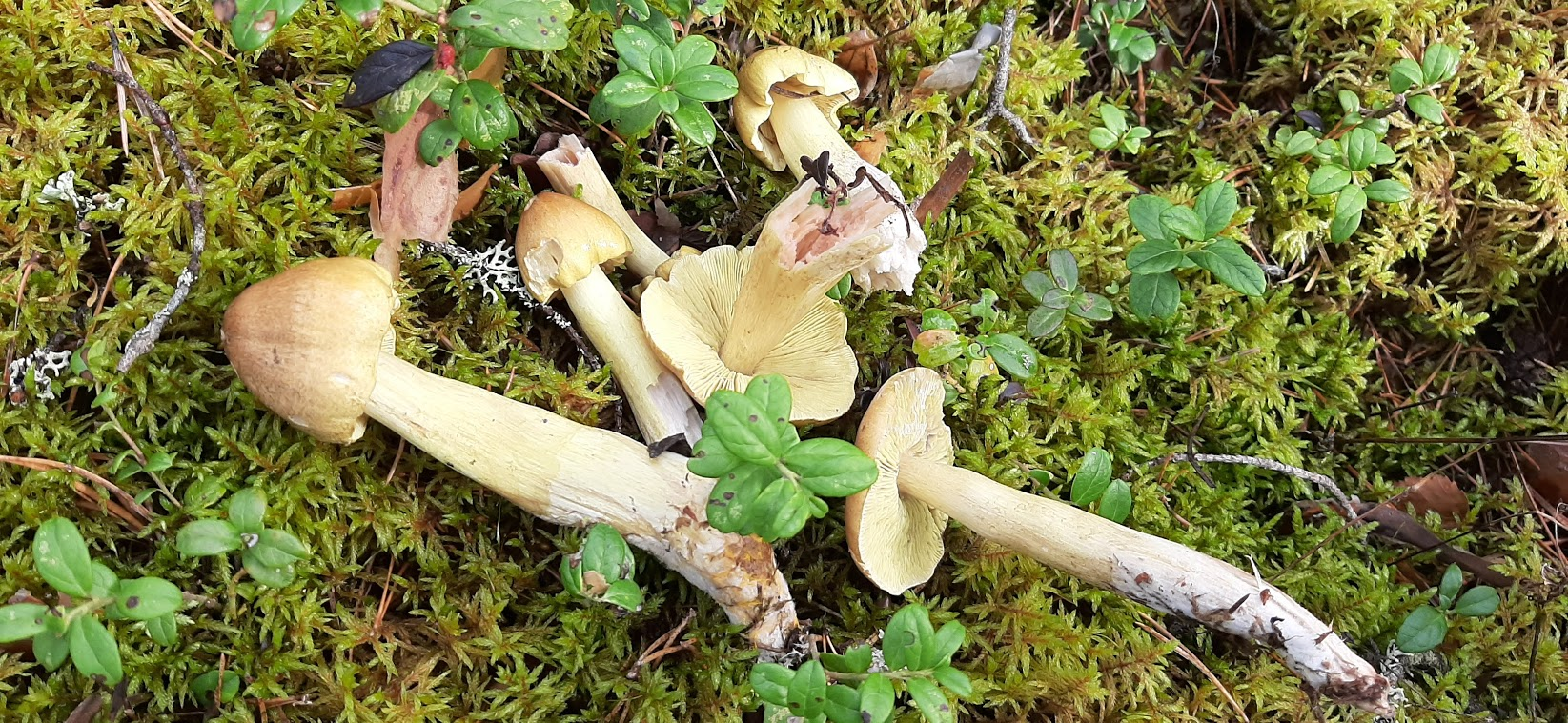
Tricholoma aestuans (Estonie)

## Statut de protection
Une étude, publiée en avril 2024, menée conjointement en France par l'UICN, l'OFB, le MNHN et l'AdoniF sur le statut de conservation dans le pays de plus de 250 champignons; classe cette espèce Tricholoma aestuans dans la catégorie EN (en danger),.